# ロイテンバッハ (オーバーフランケン)
ロイテンバッハ (ドイツ語: Leutenbach) は、ドイツ連邦共和国バイエルン州オーバーフランケン行政管区のフォルヒハイム郡に属する町村（以下、本項では便宜上「町」と記述する）で、キルヒエーレンバッハ行政共同体を構成する。

## 地理

### 位置
ロイテンバッハはエアランゲンとバイロイトの間に位置している。

### 自治体の構成
この町は、公式には7つの地区 (Ort) からなる。このうち孤立農場などを除く集落を以下に列記する。
- ディーツホーフ
- ロイテンバッハ
- ミッテルエーレンバッハ
- オーバーエーレンバッハ
- オルトシュピッツ
- ザイトマー

## 歴史
ロイテンバッハは、おそらく1000年頃に創設された。1079年から1203年までルードゥンバッハ家（ロイテンバッハ家、ルーデンバッハ家ともいう）の城があった。現在のロイテンバッハはこの家門が断絶した後、バンベルク司教領となった。1803年の帝国代表者会議主要決議によりこの村はバイエルン領となった。現在の自治体としてのロイテンバッハは、1978年のバイエルン州の市町村再編により、1818年から独立した自治体であったディーツホーフ、ロイテンバッハ、ミッテルエーレンバッハ、オーバーエーレンバッハ、オルトシュピッツ、ザイトマールが合併して成立した。

## 行政

### 議会
ロイテンバッハの議会は首長を含む12議席からなる。

### 紋章
図柄: 金地に右上から左下に青い波帯。上部ははためく赤い旗をつけた直立した黒い槍。旗には6つの角を持つ金の星が6つ描かれている。下部は黒い胸壁。

## 引用
1. ↑  https://www.statistikdaten.bayern.de/genesis/online?operation=result&code=12411-003r&leerzeilen=false&language=de Genesis-Online-Datenbank des Bayerischen Landesamtes für Statistik Tabelle 12411-003r Fortschreibung des Bevölkerungsstandes: Gemeinden, Stichtag (Einwohnerzahlen auf Grundlage des Zensus 2011)
2. ↑  Bayerische Landesbibliothek Online